# Chiesa di Santa Maria Maggiore (Scordia)
La chiesa di Santa Maria Maggiore è un edificio di culto che si trova a Scordia, in pieno centro storico. In essa ha sede l'omonima Parrocchia, eretta nel 1942.

## Storia e arte

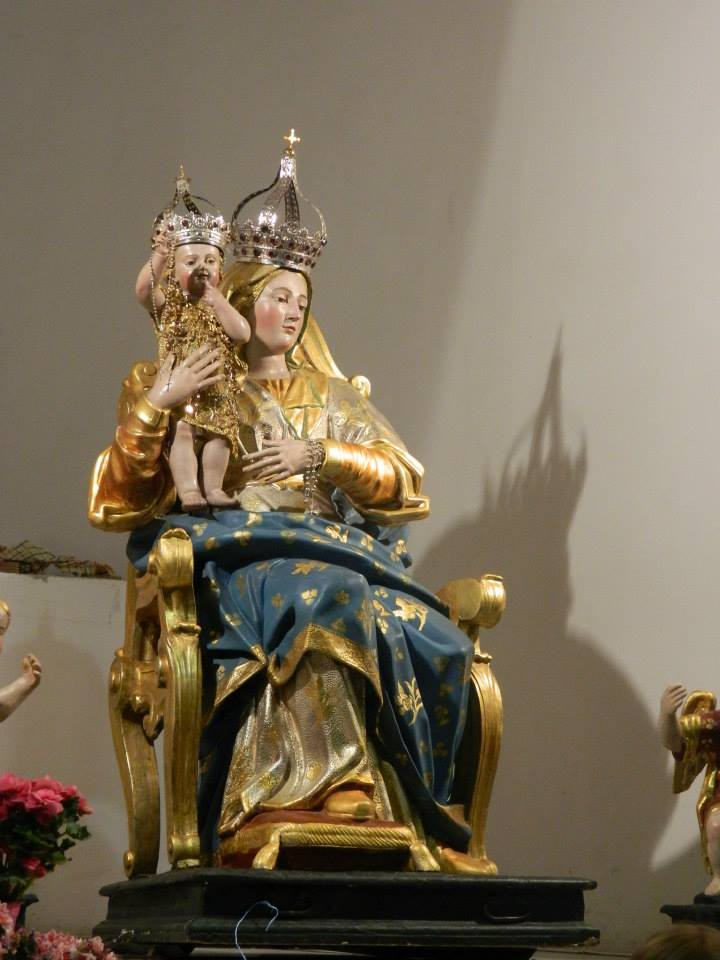
Il simulacro di Maria SS. Madre di Dio, custodito nella chiesa di s. Maria Maggiore a Scordia.

La chiesa di Santa Maria Maggiore sorge a Scordia in piazza Regina Margherita, sulle fondamenta di quella che era la chiesa di Santa Maria vecchia, esistente già quando Scordia era ancora un casale, la cui prima attestazione risale al 1308. Questa chiesa fu, tra il XIV e il XVI secolo, l'unica chiesa sacramentale di Scordia. Avviati nel 1628 i lavori per la chiesa di San Rocco, la chiesa di S. Maria perse i diritti parrocchiali, trasferiti alla nuova matrice. Vittima anch'essa del terribile terremoto del 1693, la chiesa fu gravemente distrutta, ma venne presto restaurata. Tuttavia, nel 1770, la chiesa, di cui dal 1696 era attestato il titolo di Maggiore, cadde del tutto in rovina. 
L'attuale chiesa, realizzata in un elegante stile barocco, fu ultimata nel 1780, sotto lo stimolo dell'inquisitore don Matteo Imperia, poi sepolto proprio in questa chiesa, che dovette fronteggiare una prima opposizione del Vescovo di Siracusa Giovanni Battista Alagona, e fu solennemente dedicata dal cardinale Antonio Colonna Branciforti. Assunse i diritti parrocchiali, tuttavia, solo un secolo e mezzo dopo, il 25 luglio 1942. L'interno, ad una sola navata decorata di ricchi stucchi, presenta quattro altari laterali, sormontati da tre pale di Marcello Vieri e da un ligneo simulacro di Santa Maria Madre di Dio, realizzato intorno alla fine del XVIII secolo, che fu incoronata dal vescovo di Caltagirone Pietro Capizzi nel 1946. L'abside è arricchita da un altare in marmo policromo sormontato dalla pala della Madonna in trono con i santi del XVI secolo, proveniente dalla vecchia chiesa. Il catino, invece, è dominato da uno stucco raffigurante il Padre Eterno con gli angeli.